# Union Gap
Union Gap ist eine City im Yakima County im US-Bundesstaat Washington. Zum United States Census 2020 hatte die Stadt 6.568 Einwohner. Union Gap hat eine facettenreiche Geschichte; in den letzten Jahren wurde sie zum Einkaufszentrum für das gesamte Yakima Valley, nachdem sich Valley Mall und andere agile Geschäfte hier angesiedelt haben. Das Motto der Stadt lautet „The old town with new ideas“ (etwa: „Die alte Stadt mit den neuen Ideen“). Ein Teil der Stadt ist Bestandteil der Yakama.

## Geschichte
Die Stadt Union Gap wurde ursprünglich Yakima City genannt und am 23. November 1883 offiziell als solche anerkannt. Als sie im Dezember 1884 von der Northern Pacific Railroad umgangen wurde, wurden über 100 Gebäude mit Rollen und der Hilfe von Pferden zum nahen Bahnhof versetzt. Die neue Stadt wurde North Yakima getauft. 1918 wurde North Yakima einfach in Yakima umbenannt und die ursprüngliche Stadt im Süden bekam den Namen Union Gap.

## Geographie
Nach dem United States Census Bureau nimmt die Stadt eine Gesamtfläche von 13,11 km² ein, wovon 13,08 km² Land- und der Rest Wasserflächen sind.

## Demographie
| Jahr | Einwohner¹ |
| ---- | ---------- |
| 1880 | 267        |
| 1890 | 196        |
| 1900 | 287        |
| 1910 | 263        |
| 1920 | 332        |
| 1930 | 586        |
| 1940 | 976        |
| 1950 | 1.766      |
| 1960 | 2.100      |
| 1970 | 2.040      |
| 1980 | 3.184      |
| 1990 | 3.120      |
| 2000 | 5.621      |
| 2010 | 6.047      |
| 2016 | 6.110      |
| 2020 | 6.568      |

¹ 1880–2020: Volkszählungsergebnisse

### Census 2000
Nach der Volkszählung von 2000 gab es in Union Gap 5.621 Einwohner, 2.070 Haushalte und 1.407 Familien. Die Bevölkerungsdichte betrug 431,5 pro km². Es gab 2.210 Wohneinheiten bei einer mittleren Dichte von 169,6 pro km².
Die Bevölkerung bestand zu 72,19 % aus Weißen, zu 0,41 % aus Afroamerikanern, zu 2,24 % aus Indianern, zu 0,57 % aus Asiaten, zu 0,09 % aus Pazifik-Insulanern, zu 20,17 % aus anderen „Rassen“ und zu 4,32 % aus zwei oder mehr „Rassen“. Hispanics oder Latinos „jeglicher Rasse“ bildeten 29,57 % der Bevölkerung.
Von den 2070 Haushalten beherbergten 33,8 % Kinder unter 18 Jahren, 46,7 % wurden von zusammen lebenden verheirateten Paaren, 14,3 % von alleinerziehenden Müttern geführt; 32 % waren Nicht-Familien. 26 % der Haushalte waren Singles und 10,4 % waren alleinstehende über 65-jährige Personen. Die durchschnittliche Haushaltsgröße betrug 2,67 und die durchschnittliche Familiengröße 3,2 Personen.
Der Median des Alters in der Stadt betrug 33 Jahre. 28,5 % der Einwohner waren unter 18, 9,4 % zwischen 18 und 24, 28,4 % zwischen 25 und 44, 20,4 % zwischen 45 und 64 und 13,3 65 Jahre oder älter. Auf 100 Frauen kamen 99,4 Männer, bei den über 18-Jährigen waren es 97,3 Männer auf 100 Frauen.
Alle Angaben zum mittleren Einkommen beziehen sich auf den Median. Das mittlere Haushaltseinkommen betrug 30.676 US$, in den Familien waren es 34.795 US$. Männer hatten ein mittleres Einkommen von 25.802 US$ gegenüber 23.393 US$ bei Frauen. Das Pro-Kopf-Einkommen betrug 13.102 US$. Etwa 14,9 % der Familien und 18 % der Gesamtbevölkerung lebte unterhalb der Armutsgrenze; das betraf 24,2 % der unter 18-Jährigen und 9,9 % der über 65-Jährigen.

### Census 2010
Nach der Volkszählung von 2010 gab es in Union Gap 6.047 Einwohner, 2.061 Haushalte und 1.420 Familien. Die Bevölkerungsdichte betrug 462,3 pro km². Es gab 2.173 Wohneinheiten bei einer mittleren Dichte von 166,1 pro km².
Die Bevölkerung bestand zu 62,9 % aus Weißen, zu 0,9 % aus Afroamerikanern, zu 2,6 % aus Indianern, zu 0,9 % aus Asiaten, zu 29,1 % aus anderen „Rassen“ und zu 3,6 % aus zwei oder mehr „Rassen“. Hispanics oder Latinos „jeglicher Rasse“ bildeten 47,2 % der Bevölkerung.
Von den 2061 Haushalten beherbergten 40,3 % Kinder unter 18 Jahren, 42,6 % wurden von zusammen lebenden verheirateten Paaren, 17,6 % von alleinerziehenden Müttern und 8,6 % von alleinstehenden Vätern geführt; 31,1 % waren Nicht-Familien. 23,5 % der Haushalte waren Singles und 8,9 % waren alleinstehende über 65-jährige Personen. Die durchschnittliche Haushaltsgröße betrug 2,9 und die durchschnittliche Familiengröße 3,43 Personen.
Der Median des Alters in der Stadt betrug 32,7 Jahre. 28,9 % der Einwohner waren unter 18, 10,7 % zwischen 18 und 24, 25,3 % zwischen 25 und 44, 23,4 % zwischen 45 und 64 und 11,8 65 Jahre oder älter. Von den Einwohnern waren 50,5 % Männer und 49,5 % Frauen.